# (17993) Kluesing
(17993) Kluesing (1999 JT68) – planetoida z pasa głównego asteroid okrążająca Słońce w ciągu 3,52 lat w średniej odległości 2,31 j.a. Odkryta 12 maja 1999 roku.